# Esther Fischer-Homberger

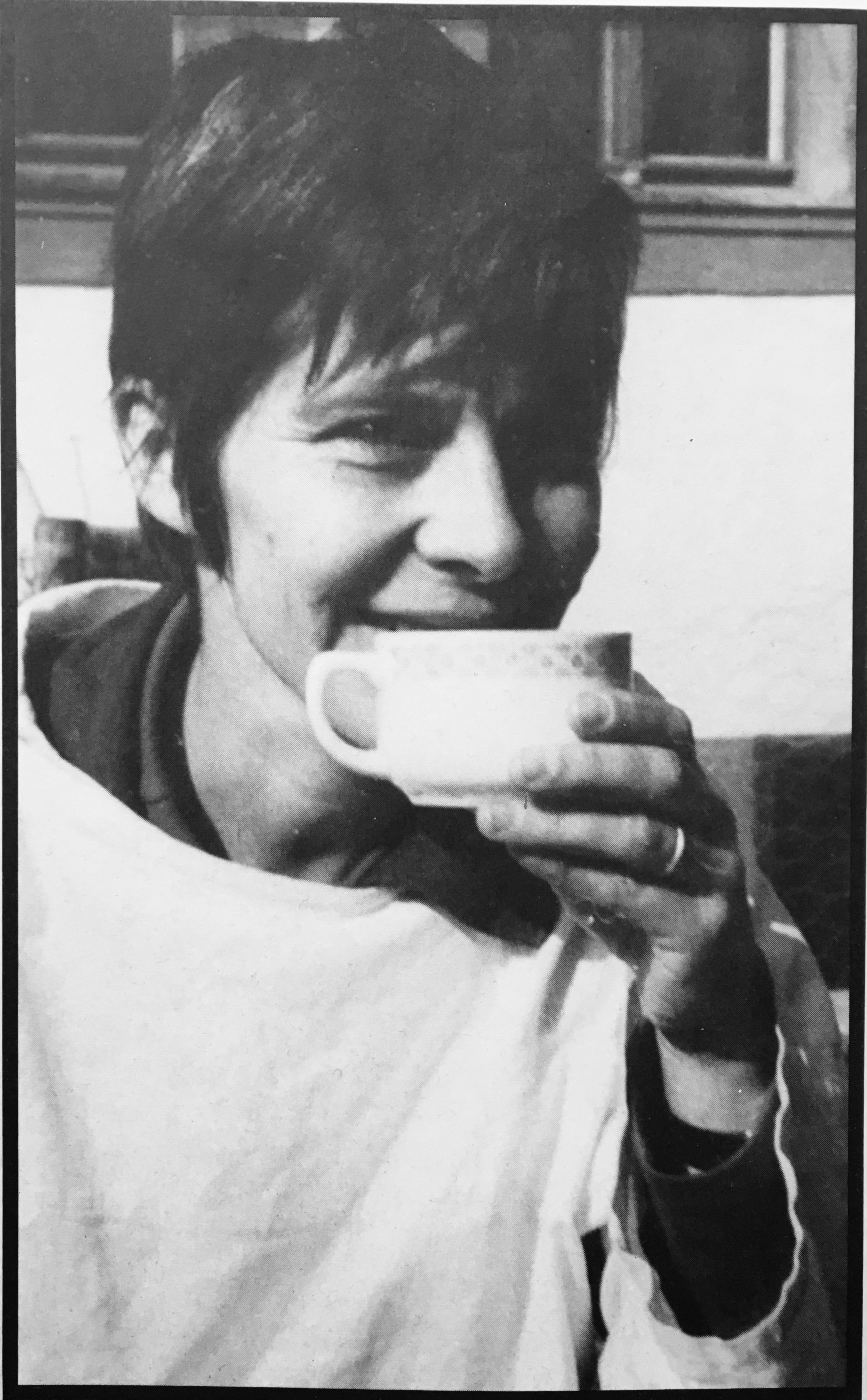
Esther Fischer-Homberger im Garten ihres Hauses in Bern

Esther Fischer-Homberger (* 15. Mai 1940 in Affoltern am Albis, Kanton Zürich; † 21. März 2019) war eine Schweizer Psychiaterin und Medizinhistorikerin.

## Werdegang
Nach Schulbesuchen in Zollikon bei Zürich und Basel absolvierte sie ein Medizinstudium in Neuchâtel und Zürich, das sie mit der psychiatriehistorischen Promotion Das zirkuläre Irresein abschloss. Von 1968 bis 1973 war sie Assistentin am medizinhistorischen Institut der Universität Zürich auch bei Erwin Heinz Ackerknecht. Nach ihrer Habilitation mit Die traumatische Neurose. Vom somatischen zum sozialen Leiden 1975 an der Universität Zürich arbeitete sie von 1978 bis 1984 am Lehrstuhl für Medizingeschichte an der Universität Bern, von dem sie 1984 zugunsten psychotherapeutischer Praxis zurücktrat. 1993 erhielt sie das Diplom als Massage Practitioner des Esalen Institute, California. Seit 1997 war sie zudem Therapeutin für katathym imaginative Psychotherapie und seit 2005 nach einer Assistenz am Kriseninterventionszentrum der Universitären psychiatrischen Dienste Bern (KIZ/UPD Bern) zudem Fachärztin für Psychiatrie und Psychotherapie.
Ihr Interesse galt der psychischen und sozialen Funktionalität bzw. Dysfunktionalität von Worten und Konzepten, insbesondere im psychiatrischen, psychotherapeutischen und medizinischen Gebrauch. Sie gilt als Freidenkerin. Zu ihren Forschungsschwerpunkten zählten die Geschichte der Psychiatrie, der Psychosomatik und der gerichtlichen Medizin sowie die Medizingeschichte der Frau. Ihre Publikationen und Texte wurden zudem international theoriebildend und feministisch rezipiert. Sie forschte zu Pierre Janet (1849–1947). Von 1961 bis 2015 war sie für verschiedene Medien als Filmrezensentin tätig.
Fischer-Homberger war von 1965 bis 1988 mit Kaspar Fischer (1938–2000) verheiratet. Ihre Kinder waren ein Sohn sowie Zwillinge, ein Sohn und eine Tochter. Seit 1984 lebte sie mit Marie-Luise Könneker zusammen mit deren Sohn im gemeinsamen Haushalt in Bern.

Hubert Steinke schrieb in seinem Nachruf am 17. April 2019 in der Schweizer Ärztezeitung:
„Die Tageszeitungen berichten erstaunt über den statistisch nachgewiesenen Effekt, dass Leiden von Männern eher ernst genommen und diese auf dem Notfall schneller behandelt werden. Bei Frauen achtet die Medizin vor allem auf die spezifischen Frauenkrankheiten; andere Symptome wie chronische Schmerzen oder Migräne werden oft vorschnell als typisch weibliche, hormonell oder psychisch bedingte Leiden abgehakt.

Man könnte auch von der «Krankheit Frau» sprechen und damit den Titel eines Buchs verwenden, das Esther Fischer-Homberger vor 40 Jahren veröffentlichte. In  einer Zeit, als die Medizingeschichte noch stark mit den Erfolgen grosser Männer beschäftigt war und sich die Geschlechtergeschichte hierzulande erst langsam entwickelte, untersuchte sie den männlichen Blick auf den weiblichen Körper. Sie legte dar, wie Nervosität, Hypochondrie, Hysterie und Menstruation als Krankheiten konstruiert wurden, die dem weiblichen Körper eingeschrieben sind. Auch wenn Fischer-Homberger dezidiert kritisch-historisch argumentierte, so waren ihre flüssigen Texte immer auch als Beitrag zu aktuellen Debatten zu lesen.“

## Veröffentlichungen (Auswahl)
- Das zirkuläre Irresein. Juris, Zürich 1968 (Zürcher medizingeschichtliche Abhandlungen, Neue Reihe, Band 53).
- Hypochondrie. Melancholie bis Neurose: Krankheiten und Zustandsbilder. Huber, Bern 1970.
- Die traumatische Neurose. Vom somatischen zum sozialen Leiden. Huber, Bern 1975, ISBN 3-456-80123-8; Psychosozial, Giessen 2004, ISBN 3-89806-275-9.
- Geschichte der Medizin. Springer, Berlin / Heidelberg / New York 1975; 2. Auflage ebenda 1977, ISBN 3-540-07225-X.
- Krankheit Frau und andere Arbeiten zur Medizingeschichte der Frau. Huber, Bern 1979, ISBN 3-456-80688-4.
- Medizin vor Gericht. Gerichtsmedizin von der Renaissance bis zur Aufklärung. Huber, Bern 1983, ISBN 3-456-81282-5.
- Götterspeisen, Teufelsküchen (hrsg. mit Marie-Luise Könneker). Luchterhand, Frankfurt am Main 1990, ISBN 3-630-86732-4.
- Hunger – Herz – Schmerz – Geschlecht. Brüche und Fugen im Bild von Leib und Seele. eFeF, Bern 1997, ISBN 3-905561-14-X.